# Sydney Leroux
Sydney Rae Leroux Dwyer (* 7. Mai 1990 in Surrey, Kanada) ist eine US-amerikanische Fußballspielerin. Sie spielte von 2018 bis 2022 für die Orlando Pride und von 2011 bis 2017 für die US-amerikanische Nationalmannschaft. Seit Juni 2022 spielt sie für den Angel City FC.

## Leben und Karriere
Leroux ist die Tochter von Sandi Leroux, einer Kanadierin, die für die kanadische Softball-Nationalmannschaft spielte, und Ray Chadwick, eines US-amerikanischen Vaters, der für die Anaheim Angels in der Major League Baseball spielte. Leroux begann mit dem Fußballspielen in der Highschool-Mannschaft der Johnston Heights Secondary School in Surrey. Mit 14 Jahren nahm sie 2004 als jüngste Spielerin in der Geschichte der U-20-Weltmeisterschaften für Kanada an der U-19-Weltmeisterschaft der Frauen in Thailand teil. Im Alter von 15 Jahren spielte sie als jüngste Spielerin der Vancouver Whitecaps in der W-League und wechselte in die USA. Seit Januar 2015 ist sie mit dem Fußballspieler Dom Dwyer verheiratet, ein Jahr später gaben beide bekannt, ihr erstes gemeinsames Kind zu erwarten.

### Vereine
In der Saison 2013 spielte sie in der neugegründeten National Women’s Soccer League, der höchsten amerikanischen Profiliga im Frauenfußball, für die Boston Breakers. Zur Saison 2014 wechselte sie im Tausch für Kristie Mewis und Michelle Betos zum Ligakonkurrenten Seattle Reign FC und ein Jahr später zu Western New York Flash. Dort kam sie aufgrund einer Verletzung und der Weltmeisterschaft lediglich zu drei Einsätzen in der Frühphase der Saison. Zur Saison 2016 schloss sie sich dem amtierenden Meister FC Kansas City an, verpasste jedoch die komplette Spielzeit aufgrund ihrer Schwangerschaft. Zwei Jahre später wechselte sie zur Franchise der Orlando Pride weiter. 2018 und 2021 war sie beste Torschützin der Mannschaft, 2019 hatte sie bedingt durch ihre dritte Schwangerschaft nur drei Einsätze. Im Juni 2022 wechselte sie zum neuen Franchise Angel City FC.

### Nationalmannschaft
2008 gewann sie mit der U-20-Mannschaft die U-20-Fußball-Weltmeisterschaft in Chile, wo sie mit fünf Toren Torschützenkönigin und als beste Spielerin mit dem Goldenen Ball ausgezeichnet wurde. 2010 folgte der Sieg bei der CONCACAF U-20-Meisterschaft der Frauen 2010, wobei sie im Finale gegen Mexiko den Siegtreffer zum 1:0 erzielte. Mit dem Sieg qualifizierte sich die Mannschaft für die U-20-Fußball-Weltmeisterschaft in Deutschland.
Dort erreichte sie mit den USA das Viertelfinale, in dem sie gegen den späteren Vizeweltmeister Nigeria mit 2:4 im Elfmeterschießen unterlag. Mit 5 Turniertoren gewann sie den Bronzenen Schuh als drittbeste Torschützin und wurde in die Mannschaft des Turniers gewählt. Mit insgesamt 10 Toren ist sie zusammen mit Alexandra Popp und Christine Sinclair Rekordtorschützin bei U-20-Weltmeisterschaften.
Am 21. Januar 2011 machte sie beim Vier-Nationen-Turnier im Spiel gegen Schweden, bei dem sie in der 86. Minute eingewechselt wurde, ihr erstes Spiel in der A-Nationalmannschaft. Sie musste dann aber ein Jahr auf ihr zweites Spiel warten. Am 22. Januar 2012 wurde sie beim Qualifikations-Turnier für die Olympischen Spiele beim 13:0-Sieg gegen Guatemala zur 2. Halbzeit für Abby Wambach eingewechselt und erzielte fünf Tore, davon vier als „lupenreiner“ Hattrick. Sie ist die erste US-Spielerin, der fünf Tore in ihrem zweiten Spiel gelangen.
Leroux stand im Kader für das olympische Fußballturnier und wurde in vier Spielen jeweils eingewechselt. Im Viertelfinale gegen Neuseeland erzielte sie sechs Minuten nach ihrer Einwechslung den Treffer zum 2:0-Endstand. Im Finale kam sie nicht zum Einsatz und gewann so ohne Finaleinsatz ihre erste Goldmedaille.
Am 13. Februar 2013 stand sie beim 3:1-Sieg gegen Schottland erstmals in der Startelf, nachdem sie in ihren vorherigen 29 Einsätzen immer eingewechselt wurde. Mit 10 Toren war sie 2013 zweitbeste Torschützin des US-Teams.
Sie wurde auch für den US-Kader der WM-2015 berufen. Sie kam in vier Spielen zum Einsatz. In den ersten beiden Gruppenspielen stand sie in der Startelf, wurde aber jeweils ausgewechselt und durch Alex Morgan ersetzt. An diese verlor sie dann ihren Platz in der Startelf und wurde für sie nur im letzten Gruppenspiel gegen Nigeria und dann noch einmal in der Nachspielzeit des Halbfinales gegen Deutschland eingewechselt. Durch das 5:2 ihrer Mannschaft im Finale gegen Japan wurde sie nun auch Weltmeisterin mit der A-Nationalmannschaft.
2016 kam sie dann aufgrund ihrer Schwangerschaft nicht zum Einsatz und 2017 nur bei zwei Spielen des Tournament of Nations. Seitdem wurde sie nicht wieder nominiert, bedingt auch durch weitere Schwangerschaften.

## Erfolge
- Weltmeisterin bei der Fußball-Weltmeisterschaft der Frauen 2015
- U-20-Weltmeister 2008
- Torschützenkönigin und beste Spielerin der U-20 WM 2008
- Sieger der CONCACAF U-20-Meisterschaft der Frauen 2010
- Olympiasiegerin 2012
- Algarve-Cup-Siegerin 2013, 2015